# Палеолітична Венера

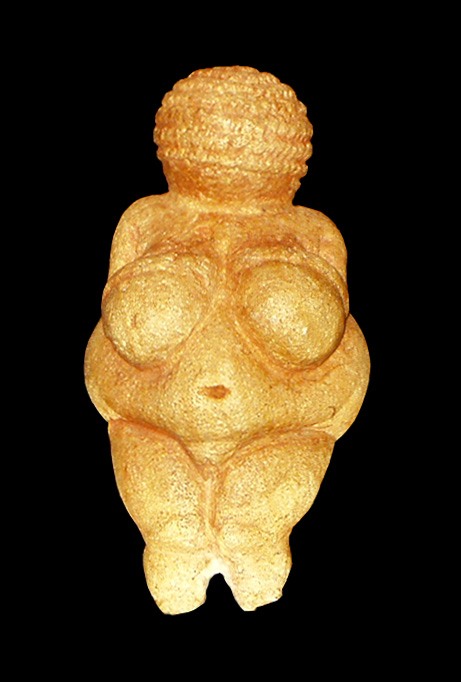
Вілендорфська Венера

Палеолітична Венера — первісні статуетки жінок, які виготовляли первісні люди. Назва застосовується для окреслення фігурок оголених жінок з дуже повними формами, що пов'язані з культом родючості і походять з часів пізнього палеоліту. Поширені на територіях від Піренеїв до Уралу.

## Типи венер

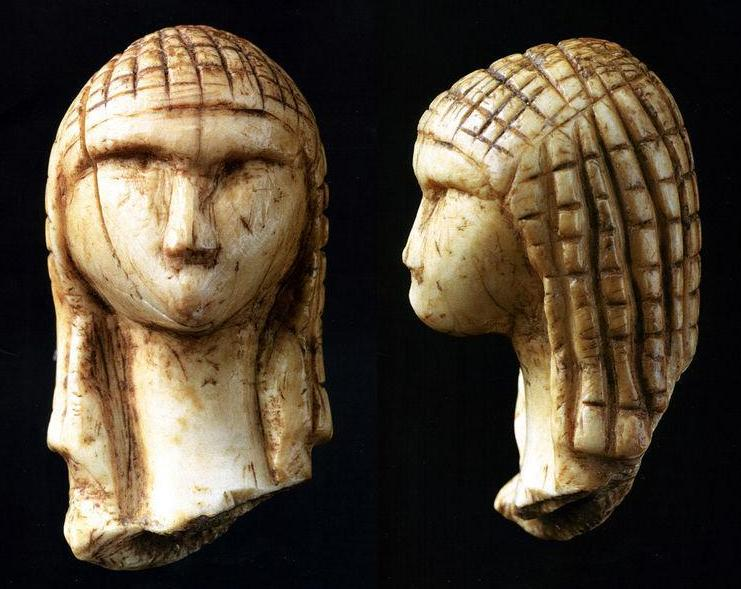
Венера Брассемпуйська

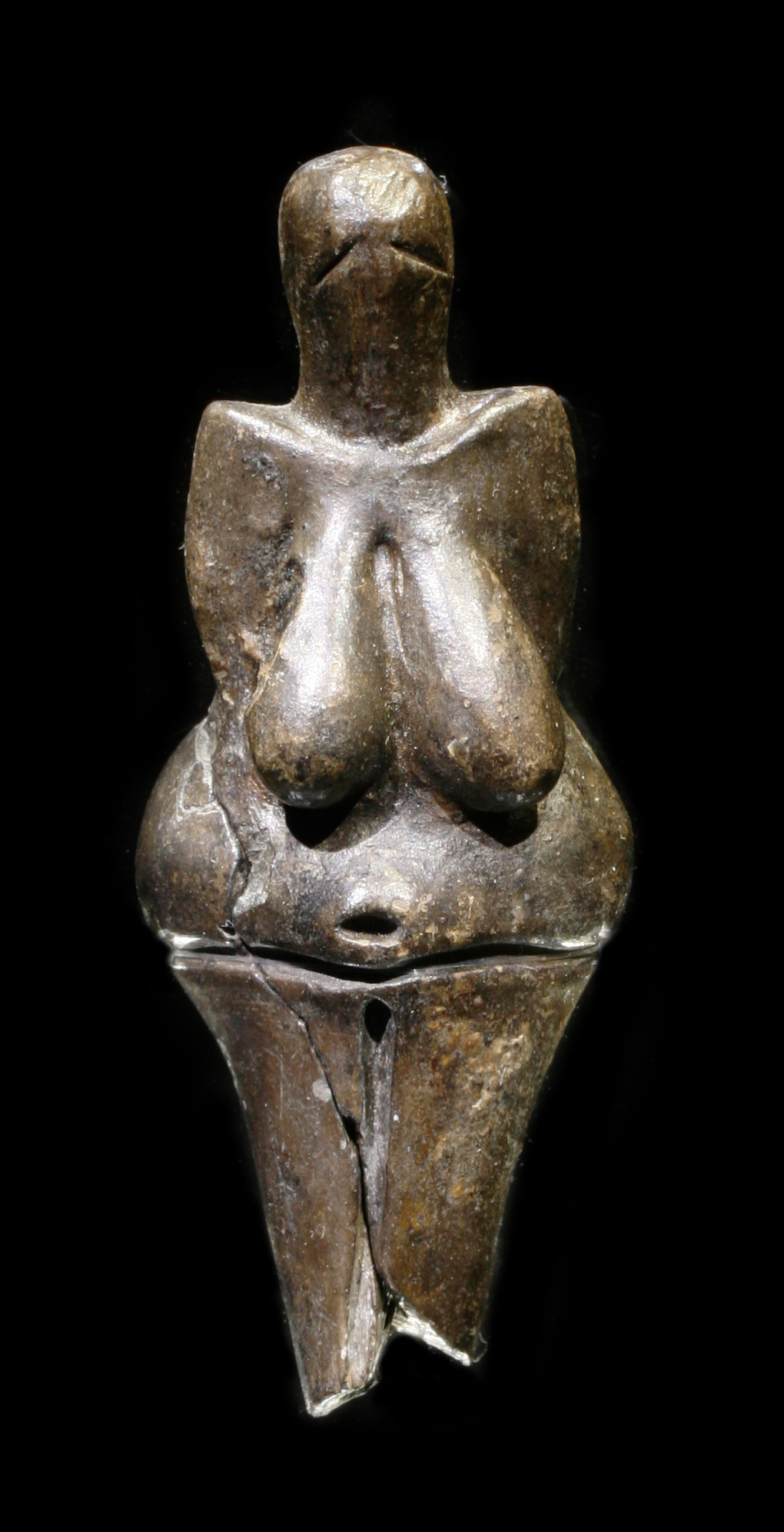
Вестоницька Венера

- Венера Брассампуйська
- Венера Вестоницька
- Венера Вілендорфська
- Венера з Берехат-Рама
- Венера з Тан-Тана
- Венера з Холе-Фельс
- Венера Лоссельська
- Венера з Мораван над Вагом
- Венера Леспюгська

## Історія дослідження
Перші археологічні знахідки венер датуються 1864 роком. Вони були знайдені маркізом де Вібре в Ложері-Бас, у південно-західній Франції.  1894 року Едуард П'єт у печерному житлі на території французького містечка Брассемпуі знаходить ще одну фігурку такого типу і називає її «Венерою Брассампуйською». Відома «Венера Вілендорфська» була знайдена 1908 року у покладах лесу в долині австрійського Дунаю.
У  2008 році археологи Тюбінгенського університету знайшли шість фрагментів 6-сантиметрової фігурки у печері Холе-Фельс, що у Німеччині. Звідси й назва чергової венери — «Венера із Холе-Фельсу». Висічена вона із бивня мамонта, датується 35 тисячоліттям до н. е. і вважається найдавнішою венерою.
«Венера із Тан-Тана» датується 300—500 тис. років до н. е., однак це досі не доведено.
Вчені ХХ ст,, котрі займалися вивченням цих статуеток, вважали їх ідеалами краси тогочасного суспільства, тому й охрестили ці фігурки на честь римської богині краси Венери.

## Ідейні засади
Подібні пам'ятки дрібної пластики виявлені у багатьох регіонах світу. Взагалі у культурах поширений мотив оголеної жінки — невеличкі статуетки, переважно вирізьблені з мамонтової кістки, поширені на просторах Європи та Азії до Забайкалля.

## Зовнішній вигляд
Одним із видів пізньопалеолітичного мистецтва є скульптурні зображення малих форм. Здебільшого це образ жінки (також зустрічаються антропоморфні фігури без ознак статі, тварини, птахи). Ці скульптури невеликі, всього 5-12 см, вирізані із кістки чи каменю, трапляються також із бивнів мамонта, — фігурки оголеної жінки в повний ріст із складеними на животі руками.
Скульптор нехтує іншими частинами тіла, зображаючи лише суто жіноче начало — груди, стегна, живіт. Трапляються фігурки з головою, однак без промальованого обличчя.
Сама ж скульптура виготовлена так, що утворює ромб. Якщо ж навколо ромба описати коло(із центром у тому ж таки ромбі), то в окреслене коло вміщаються форми великих грудей, живота і нижніх ліній торса. Це типово для «Віллендорфської Венери» (Австрія), «Венери із Леспюг» (Франція), і «Венери із Костенок» (на Дону, Росія). Датуються ці знахідки близько 20 тис. років до н. е.
Відомі дві групи таких статуеток: європейська і сибірська. У європейській групі жінку зображено із  яскраво вираженими особливостями жіночого тіла: звисаючі груди, масивні стегна, випуклий живіт. Сибірська група не має таких форм. Фігурки цієї групи більш видовжені, із завуженими стегнами і плечима.
Палеолітичні венери також представлені трьома типами:
- класичні — зображають жінку правильної тілобудови;
- худорляві — зображають жінку з більш видовженими пропорціями, з подовженими ногами і тулубом;
- пишні — зображають жінку із великими грудьми, яскраво вираженими стегнами і об'ємним животом.[3]. Також виділяють чотири великі центри такого мистецтва: піренейсько-дордонський, дунайсько-моравський, деснинсько-донський і ангарський[3].

## Знахідки Венер на території України
Чільне місце в мистецтві пізнього палеоліту в контексті  палеолітичних венер посідає стоянка в Мізині. Фігурки звідти вирізняються своїм особливим орнаментом — саме в Мізині виявлені пам'ятки, вперше декоровані орнаментом з використанням меандру. Знайдені жіночі фігурки у Мізині оздоблені таким меандром.